# باشگاه فوتبال المپیک شلف
باشگاه فوتبال شلف (عربی: الجمعية الرياضية لأولمبي الشلف) یک باشگاه فوتبال در شهر شلف، الجزایر است.
این باشگاه که در سال ۱۹۴۷ تاسیس شده سابقه یک قهرمانی در لیگ حرفه‌ای فوتبال الجزایر و یک قهرمانی در جام حذفی فوتبال الجزایر را در کارنامه دارد.